# Hornblad-ordenen
Hornblad-ordenen (Ceratophyllales) har følgende fællestræk: Det er vandplanter, der indeholder delfinidin, alkaloider og æetriske olier. Bladene er modsatte med tornede bladrande.
| Familier |

- Hornblad-familien (Ceratophyllaceae)